# Nancy Newhallová
Nancy Wynne Newhallová (nepřechýleně Nancy Newhall; 9. května 1908 – 7. července 1974) byla americká kritička fotografie. Nejznámější je psaním textu doprovázející fotografie Ansela Adamse a Edwarda Westona, ale byla také široce publikovanou spisovatelkou o fotografii a americké kultuře.

## Život a dílo
Newhallová se narodila v Nancy Wynne v Lynnu v Massachusetts a navštěvovala Smithovu školu. Vdala se za Beaumonta Newhalla, kurátora fotografie v Muzeu moderního umění v New Yorku. Na jeho místo zastupovala během jeho vojenské služby v druhé světové válce. Beaumont a Nancy měli syna Thea Christophera Newhalla.
Během čtyřicátých let psala eseje o populárním umění a kultuře pro menší magazíny a časopisy, ve kterých žádala společnost o větší naladění na umění a zejména na výtvarné umění. Newhallová se stále více zajímala o populární publikum než o akademické; v eseji z roku 1940 zkoumá možnosti nového televizního média pro popularizaci výtvarného umění a navrhuje techniky pro výuku umění a fotografie.
Dále argumentovala pro centrální fotografii pro pochopení a výuku americké historie ("Výzkum"). Newhallová se během tohoto období stýkala s fotografem Edwardem Westonem a úzkostlivě bojovala proti jeho kontroverznímu dílu čtyřicátých let 20. století, který vedle se zobrazoval zátiší, akty s válečnými předměty, jako například plynové masky.
V roce 1945 napsala Newhallová text knihy Time in New England (Čas v New Englandu) od Paula Stranda. Tímto dílem začala novou fázi své kariéry, ve které se stala zastáncem a ústředním průkopníkem žánru velkých sbírek fotografií. Nejznámější a nejvlivnější z nich je spolupráce s Anselem Adamsem This Is the American Earth, publikovaná v roce 1960. Stejně jako Adams, Newhallová byla zapojena do klubu Sierra a často psala o Conservation movement.
Nancy a Beaumont strávili od roku 1946 tři letní období na Black Mountain College. Vedle přednášek a výuky Newhallová fotografovala vysokoškolský areál a jeho osobnosti, přičemž vznikly například portréty Leona Amina, Ilya Bolotowského, Gwendolyn Knight, Jacoba Lawrencea nebo Buckminstera Fullera. Některé práce Nancy a Beaumonta Newhallových jsou archivovány v Centru kreativní fotografie na Arizonské univerzitě v Tucsonu v Arizoně a ve výzkumném institutu Getty v Los Angeles v Kalifornii.
Zemřela 7. července 1974 v nemocnici St. Johns v Jackson Hole, Wyomin na zranění po nehodě na řece Snake River v národním parku Grand Teton.
Soukromá sbírka Beaumonta a Nancy Newhallových byla věnována College of Santa Fe a stala se základem pro univerzitní Beaumont and Nancy Newhall Library.
O práci Edwarda Westona napsala:
Mladí fotografové jsou zmateni a ohromeni, když svým expozimetrem měří každou hodnotu v prostoru, kde chtějí pracovat, od oblohy až po zemi pod nohama. Weston "světlo cítil" a kontroloval své vlastní pozorování. Poté dal pryč expozimetr a dělal to, co si myslel "on". Často k tomu přidával vše možné - filtry, doplňky, film, citlivost a tak dále - a výpočet násobil.
Komentáře Nancy Newhallové, Edward Weston: Color Photography
Weston věřil v „masivní expozici“, kterou pak kompenzoval ručním zpracováním filmu ve slabé vývojce a individuální kontrolou každého negativu, který postupně vyvolával, aby získal správnou rovnováhu mezi světly a stíny, poznamenává Newhallová.

## Hlavní knihy
- Photographs, 1915-1945: Paul Strand. New York: Muzeum moderního umění, 1945.
- The Photographs of Edward Weston. MOMA, 1946.
- Time in New England: Photographs by Paul Strand. New York: Aperture, 1950. Reprint: New York: Harper and Row, 1980.
- A Contribution to the Heritage of Every American: The Conservation Activities of John D. Rockefeller, Jr. New York: Knopf, 1957.
- (S Beaumontem Newhallem) Masters of Photography. New York: Braziller, 1958.
- (S Anselem Adamsem) This Is the American Earth . San Francisco: Sierra Club Books, 1960.
- Words of the Earth, fotografie: Cedric Wright. Sierra Club Books, 1960
- Alvin Langdon Coburn: A Portfolio of Sixteen Photographs. Rochester: George Eastman House, 1963.
- Ansel Adams. Sierra Club, 1964. Reprint (s fotografiemi) jako Ansel Adams: The Eloquent Light. New York: Aperture, 1980.
- (S Beaumontem Newhallem) T. H. O’Sullivan: Photographer. Eastman, 1966.
- (S Anselem Adamsem) Fiat Lux: The University of California. New York: McGraw Hill, 1967.
- P. H. Emerson: The Fight for Photography as a Fine Art. Aperture, 1975.